# Federatietoren
De Federatietoren (Russisch: Федерация; Federatsija) is een wolkenkrabber in de Russische hoofdstad Moskou in het stadsdeel Moscow-City, district Presnenski. Het gebouwencomplex bestaat uit twee torens. De eerste toren, Vostok (oost), werd ingehuldigd op 7 december 2017 en heeft een hoogte van 374 meter, bestaande uit 95 etages. De tweede toren, Zapad (west), werd voltooid in 2008 en heeft een hoogte van 242 meter, bestaande uit 63 etages. Het gebouw en meer bepaald de oostelijke toren was gedurende korte tijd het hoogste gebouw van Europa, maar werd nadien hierin overtroffen door Lakhta Center in het Russische Sint-Petersburg.
De architecten van het gebouw zijn de in Rusland geboren Duitser Sergei Tchoban en de Duitser Prof. Peter Paul Schweger. De toren werd gerealiseerd door het bedrijf Potok (tot 2011 Miraks Groep genoemd).
De bouwkosten bedragen ruim 390 miljoen euro. De Russische VTB Bank (voorheen Vnesjtorgbank) verzekerde zich van 30 verdiepingen kantoorruimte. De bank financierde 50% het project voor. Ook een hotel is in de toren gevestigd. Het gebouw huisvest verder in beide bovenste etages restaurants, een uitzichtplatform en een fitnessclub met zwembad.
In november 2008 werd de bouw stilgelegd in verband met de economische crisis; hoofdontwikkelaar MIRAX was namelijk in financiële problemen gekomen. In december 2009 besloot MIRAX tot een nieuw plan voor de half afgebouwde Vostok-toren: In plaats van 94 etages krijgt deze 'slechts' 64 etages en zou daarmee niet langer de hoogste toren van Europa worden. Later werd echter besloten om alsnog het oorspronkelijke ontwerp te realiseren. In augustus 2011 werd de bouw hervat.